# (232) Russia
(232) Russia – planetoida z pasa głównego asteroid okrążająca Słońce w ciągu 4 lat i 28 dni w średniej odległości 2,55 j.a. Została odkryta 31 stycznia 1883 roku w Obserwatorium Uniwersyteckim w Wiedniu przez Johanna Palisę. Nazwa planetoidy pochodzi od Rosji, kraju we wschodniej Europie.